# Gowalla
Gowalla — це служба соціальної мережі на основі визначення місцезнаходження. Спочатку він був запущений у 2007 році та закритий у 2012 році, але був перезапущений 10 березня 2023 року. Користувачі мали змогу «чекінитись» у «Точках» у своїй місцевості за допомогою мобільного застосунку або через мобільний веб-сайт. «Чекін» (реєстрація) інколи створювала віртуальні «предмети» для користувача, деякі з яких були розроблені як рекламні інструменти для партнерів гри. Станом на листопад 2010 року мережана нараховувала близько 600 000 користувачів. У січні 2021 року компанія Gowalla оголосила, що програма повернеться у 2022 році
На початку грудня 2009 року повідомлялося, що Gowalla залучила 8,4 мільйона доларів у рамках раунду венчурного фінансування під керівництвом Greylock Partners та інвесторів-ангелів Кріса Сакки, Кевіна Роуза та Джейсона Калаканіса. Кмопанія була придбана Facebook 2 грудня 2011 року за нерозголошену суму. Gowalla, Inc. базувалася в центрі міста Остін (Техас). 10 березня 2012 року Gowalla оголосила про припинення роботи, і незабаром користувачі зможуть завантажити свої чекіни, фотографії та списки.

## Огляд
Gowalla була переважно мобільною програмою, яка дозволяла користувачам «чекінитись» у місцях, які вони відвідували, використовуючи свій мобільний пристрій. Це було зроблено або за допомогою спеціальних програм, доступних на Google Android, iPhone, Windows Phone, Palm WebOS і BlackBerry, або через мобільний веб-сайт служби. Реєстрації можна було надсилати через сповіщення на iPhone, а за допомогою зв'язування облікових записів — у Twitter і Facebook.
«Мандрівки», які станом на січень 2010 року могли здійснювати будь-які користувачі, об'єднували до 20 пов'язаних місць, згрупованих у такі категорії, як «Походи на природу» або «Походи в паби».
Деякі місця та подорожі були «представлені» компанією Gowalla, були виділені на їх веб-сайті та нагороджені спеціальним статусом і значком. Вибрані місця, як правило, були місцевими визначними пам'ятками, як-от Букінгемський палац у Лондоні, тоді як рекомендовані поїздки обиралися через те, що вони були «унікальними та захоплюючими». У спільноті Gowalla деякі користувачі мали підвищений статус, ніж звичайні користувачі. Тоді як кожен користувач міг створити локацію та підтримувати його деталі, члени групи «Street Team» мали змогу переміщувати та редагувати будь-які незаблоковані точки. Це включало можливість об'єднання місць, що повторюються.
У ранніх версіях сервісу користувачі час від часу отримували віртуальний «Предмет» як бонус під час реєстрації, і ці предмети можна було обмінювати або залишати в інших місцях. Користувачі ставали «засновниками» місця, залишаючи там «предмет». Предмети використовувалися для формування ключової функції в грі, і кожен користувач мав сховище, куди він міг помістити ті предмети, які він хотів зберегти. В оновленні у вересні 2011 року предмети та сховище користувача отримали менше значення та були згодом видалені з користувацького досвіду.
2 грудня 2010 року Gowalla випустила версію 3.0 для iPhone 4, що дозволяла користувачам Gowalla реєструватися за допомогою Foursquare, Facebook Places, Twitter і Tumblr або переглядати реєстрації друзів з інших служб. У березні 2011 року була випущена версія Gowalla для Android. Це дозволило використовувати ті самі функції, які застосовувалися в iPhone 4, на пристроях Android; він також кардинально оновив інтерфейс, представивши новий вигляд «Паспорту». У червні 2011 року була випущена версія Gowalla для Windows Phone 7 із подібним набором функцій.
Про придбання компанії Gowalla компанією Facebook було оголошено 2 грудня 2011 року Gowalla, як службу, було закрито 11 березня 2012 року У Gowalla повідомили, що Facebook не буде отримувати дані їхніх користувачів.
20 жовтня 2020 року Джош Вільямс оголосив про повернення Gowalla з новою концепцією навесні 2021 року Оновлений додаток було випущено на iPhone 10 березня 2023 року.

## Нагороди
Gowalla виграла категорію Mobile у 2010 році South West Interactive Awards.